# 大芒萁
大芒萁（学名：Dicranopteris ampla）为里白科芒萁属下的一个种。